# روجر سيمونز
روجر سيمونز هو دبلوماسي وسياسي كندي، ولد في 3 يونيو 1939. حزبياً، نشط في الحزب الليبرالي الكندي. وقد انتخب عضو مجلس العموم الكندي.